# THX 1138
Pour plus de détails, voir Fiche technique et Distribution.
THX 1138 est un film américain réalisé et coécrit par George Lucas, sorti en 1971. Premier long métrage du réalisateur, il met en scène une société futuriste, totalitaire et dystopique, dans laquelle la population — enfermée dans des cités souterraines — est contrôlée par une police androïde, porte des codes-barres à la place de prénoms et a l'obligation de consommer des drogues afin de supprimer les émotions. Plusieurs citoyens tentent de s'en échapper et de conquérir leur liberté.
Produit par Francis Ford Coppola et coécrit par Walter Murch, le film a pour acteurs principaux Robert Duvall et Donald Pleasence. THX 1138 est développé par George Lucas à partir de l'un de ses propres courts métrages, Electronic Labyrinth: THX 1138 4EB, qu'il a réalisé en 1967 lorsqu'il était étudiant à l'école de cinéma de l'université de Californie du Sud. Le film est une coproduction entre les studios Warner Bros. et American Zoetrope. Une novélisation écrite par Ben Bova est publiée la même année que la sortie du film.
À sa sortie, le film reçoit des critiques mitigées et ne rencontre qu'un modeste succès au box-office. Cependant, il est reconsidéré plus favorablement au fil du temps et gagne une certaine popularité, notamment après le succès de Star Wars en 1977. Une version d'auteur préparée par Lucas est sortie en 2004.

## Synopsis
Dans une société souterraine du XXVe siècle, l'humanité vit sous sédatifs. Les habitants sont socialement soumis par un pouvoir totalitaire et invisible au sein d'un univers blanc monochrome. Sous l'impulsion de sa compagne, LUH 3417, l'ouvrier THX 1138 arrête son traitement chimique obligatoire et accepte de fuir avec elle. En conflit avec le chef de LUH 3417 — SEN 5241 — qu'il dénonce, THX 1138 se retrouve finalement en prison avec lui. THX 1138 est inculpé pour avoir enfreint la règle du sexe, interdit, avec LUH 3417 et pour n'avoir pas pris certaines des drogues obligatoires que LUH 3417 remplaçait pour le sortir de son état d'asservissement. THX 1138 et SEN 5241 s'enfuient de prison avec l'aide de l'hologramme à forme humaine SRT. Mais SEN 5241 renonce à quitter la cité après avoir été confronté à un passage à vide en explorant ses confins. THX 1138 y parvient après avoir découvert que LUH 3417 a été exécutée.

## Univers
L'univers de THX 1138 est un univers uniforme, la couleur dominante étant le blanc.

### La situation
L'humanité est contrainte d'habiter une cité souterraine ; il semblerait que ce soit consécutif au fait que la Terre a subi de nombreux bouleversements. Cependant, le film donne très peu d'informations à ce sujet. Lorsque le héros (THX 1138) atteint l'extérieur lors de la dernière séquence, le soleil est gros et rouge sans que l'on sache s'il s'agit d'un effet esthétique ou de l'allusion à un univers post-apocalyptique où passe un oiseau.
Les forces chargées de l'ordre ne sont pas des humains mais des policiers-robots qui semblent capables de liens humains, comme prêter la matraque aux enfants, rassurer les gens, etc. Il n'existe que peu de contacts humains entre les gens.

### Le pouvoir
Le pouvoir semble détenu par une sorte de caste[réf. nécessaire], qui dispose d'une force de renseignement et de répression terrible. Les dirigeants ont accès aux conversations des gens, ils peuvent les voir et les entendre à l'aide de caméras. Ils ont même un contrôle mental sur la population : ainsi, lorsque THX est mis en « bouclage mental » pendant qu'il travaille, afin d'être arrêté, le poste de contrôle envoie une onde sonore aiguë, qui le fait tomber en hypnose. La délation est largement encouragée : il y a partout de petites boîtes destinées à recueillir les dénonciations. Il y a aussi un système juridique : lorsque THX 1138 est condamné pour avoir fait l'amour, il y a un procès durant lequel juge, accusation et défense sont tous trois séparés. Le procureur avait requis sa « destruction » mais ne l'a pas obtenue.

### La prison
La prison est un vaste lieu, entièrement blanc immaculé, qui semble s'étendre à l'infini, ce qui peut laisser penser qu'il est dans un espace-temps différent de celui de la ville, une sorte d'univers parallèle. Au centre de celui-ci sont regroupés des sortes de canapés où peuvent s'allonger les prisonniers. Les détenus reçoivent régulièrement de la nourriture sous forme de biscuits ainsi que la visite de policiers-robots, qui viennent pour amener un nouveau prisonnier ou en maltraiter un autre, en le touchant avec leurs bâtons électriques. Il existe au moins une porte de sortie, quʼemprunteront THX et SEN, repérable à son contour gris foncé. Elle ne semble pas avoir de localisation précise dans la prison, puisqu'elle apparaît à un endroit apparemment déjà visité par THX et SEN. Elle débouche directement sur ce qui semble être une grosse voie piétonne ; à peine sont-ils sortis que THX et SEN sont emportés par la foule, qui ne prête pas attention à l'ouverture de la porte ni à eux.

### L'économie
Cette société utilise une économie fictive : les ouvriers sont rémunérés mais la monnaie nʼest pas nommée, on parle uniquement de « crédits ». Leur rémunération leur sert à acheter des sortes de cuboctaèdres de couleur, appelés « le produit », dont le prix varie chaque jour. Ceci laisse supposer l'existence d'un marché d'offre et de demande ou bien une économie dirigiste. Les « produits » n'ont aucune utilité réelle. Chaque appartement où vit un couple masculin/féminin est muni d'un « consommateur » dans lequel le « produit » est jeté, ou parfois refusé arbitrairement.

### Les policiers-robots
Les policiers-robots sont vêtus de vêtements noirs moulants, d'un casque blanc à visière et de bottes assez hautes. Ils sont équipés d'une matraque blanche ou d'un long bâton noir qui délivre une onde de choc aussi violente qu'un coup porté avec un mouvement de recul. Ces policiers robotisés fonctionnent avec une pile nucléaire (générateur thermoélectrique à radio-isotope). Ils semblent être capables de contacts humains et ont des mouvements humains. Leur visage ressemble à celui d'un humain, excepté la couleur argentée réfléchissante, et leurs voix sont différentes (bien que proches dans le timbre et les intonations). Les policiers-robots, qui assurent la répression, peuvent néanmoins faire preuve de violence.

### La ville
La cité sous terre est toujours de couleur blanche, et les gens aussi sont habillés en blanc, excepté quelques tenues orange ou jaunes, ce qui contraste avec les policiers-robots. Tous les habitants ont la tête tondue. Dans le centre de la ville, il y a des projections murales de films. La plupart des gens se déplacent à pied, mais il existe tout de même des voitures puissantes et autres moyens de transport.

### La faune
Quelques spécimens d'animaux peuvent être remarqués au fil de l'intrigue, notamment un lézard ailé albinos explorant les circuits de OMM 0000, des créatures ressemblant à des primates dans les bordures extérieures de la ville (remplacés par des créatures canines dans la Director's Cut), ainsi que la présence d'oiseaux à l'extérieur de l'abri.

### Les rapports sexuels
Les gens n'ont plus le droit de faire l'amour, les rapports sexuels entre humains étant interdits et sanctionnés. La masturbation est autorisée — on voit THX se faire masturber par une machine devant une projection érotique — probablement à des fins de contrôle de la population car il semble que la machine récupère la semence de THX.

### La nourriture
Les gens sont nourris avec des sortes de petites éponges et des pilules de couleur, rouges et jaunes. Même si rien ne semble l'indiquer, on peut supposer que cette nourriture n'a aucun goût, ou alors des arômes bien définis, et d'origine artificielle, et sert uniquement à apporter aux habitants les nutriments pour les maintenir en vie, et des sédatifs pour les maintenir dans un état de docilité, comme des robots.

### La religion

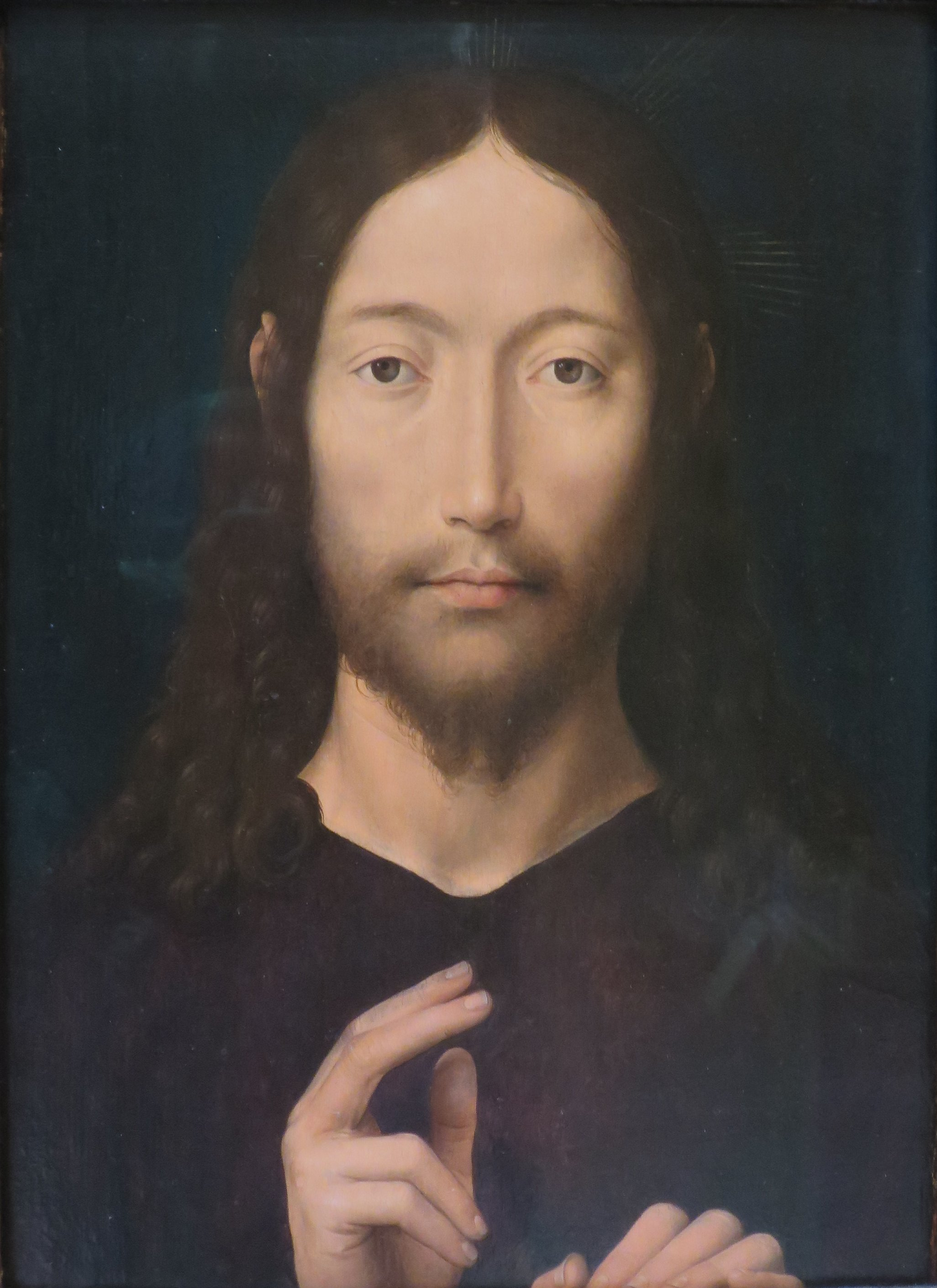
Christ bénissant de Hans Memling.

La religion semble être monothéiste et imposée à tous. Elle est personnifiée par une grande image lumineuse bleue du Christ bénissant de Hans Memling qui se trouve dans une sorte de confessionnal, sous la forme dʼune petite salle fermée par des parois transparentes. Un haut-parleur diffuse à intervalles réguliers durant l'entretien individuel des phrases rassurantes qui encouragent le monologue du « confessé » et lui donnent l'impression d'être écouté (« Mon temps t'appartient. Je t'écoute », en début de séance, puis « Oui », « Oui, je vois », « Oui, je comprends », « Excellent », « Pourrais-tu être plus… explicite ? », etc.). Tout ce qu'il dit est cependant enregistré et écouté ultérieurement afin de repérer d'éventuels écarts ou déviances à la législation en vigueur[réf. nécessaire]. La fin de l'entretien correspond au moment où le haut-parleur diffuse un message servant à rappeler au « confessé » sa condition de « maillon » de la société, probablement afin d'éliminer toute naissance d'individualité, et en l'encourageant à participer au système économique (« Tu es un vrai croyant. Bénédiction de l'État, bénédiction des masses. Tu es un sujet du divin, créé à l'image de l'Homme, par les masses, pour les masses. Soyons reconnaissants d'avoir une occupation à remplir. Travaillons dur. Augmentons la production. Prévenons les accidents. Et… soyons heureux », parfois également « Soyons reconnaissants d'avoir le commerce. Achète plus. Achète plus maintenant. Achète. Et sois heureux »).
Il existe également des unités religieuses humaines. On en voit passer un groupe dans le couloir longeant le confessionnal où THX 1138 se rend au début du film. Elles sont vêtues d'un froc gris foncé surplombé d'une capuche gris clair et entouré d'une ceinture de corde noire à la taille, rappelant la tenue des franciscains. À la fin du film, alors que SEN 5241 prie devant un portrait du Christ bénissant, l'une de ces unités l'interrompt. On ne sait pas si des femmes peuvent exercer ces fonctions ; seuls des hommes remplissent ce rôle dans le film.

## Fiche technique
- Réalisation : George Lucas
- Scénario : George Lucas, Walter Murch avec Matthew Robbins (non crédité)
- Histoire : George Lucas
- Musique : Lalo Schifrin
- Montage : George Lucas
- Montage Sonore : Walter Murch
- Directeurs de la Photographie : David Myers et Albert Kihn
- Producteur délégué : Francis Ford Coppola
- Producteur associé : Ed Folger
- Producteurs : Lawrence Sturhahn et Francis Ford Coppola
- Sociétés de production : American Zoetrope et Warner Bros.
- Société de distribution : Warner Bros.
- Budget : 777 777,77 USD[1]
- Format : Couleur - 2:35:1 (Techniscope) - 35 mm - Stéréo
- Pays d'origine : États-Unis
- Langue : anglais
- Sorties en salles :
  -  États-Unis : 11 mars 1971
  -  France : Festival de Cannes 1971

## Distribution
Légende : Doublage de la version Cinéma (1971) / Doublage de la version Director's Cut (1998)
- Robert Duvall (VF : Marc Cassot / Jean-Marc Delhausse) : THX 1138
- Donald Pleasence (VF : Philippe Dumat / Michel Hinderyckx) : SEN 5241
- Maggie McOmie (en) (VF : Brigitte Morisan / Marielle Ostrowski) : LUH 3417
- Don Pedro Colley (VF : Jean-Claude Michel / Claudio Dos Santos) : SRT
- Ian Wolfe (VF : Georges Riquier / Bernard Faure) : PTO
- Johnny Weissmuller Jr. (en) (VF : Richard Darbois) : le garde-robot
- Marshall Efron : TWA
- Sid Haig : NCH
- John Pearce : DWY
- James Wheaton : voix de OMM 0000
- Matthew Robbins : prisonnier (apparition non créditée)

## Production

### Genèse
Le réalisateur américain Francis Ford Coppola rencontre le stagiaire George Lucas sur le tournage du film La Vallée du bonheur (1968), produit par Warner Bros.. Lucas, ancien élève du secteur cinématographique de l'université du Sud de la Californie, termine son premier court-métrage THX 1138 : 4EB/Electonic Labyrinth. Contrarié par une remarque de Lucas qui observe le tournage depuis une quinzaine de jours, Coppola lui trouve une place dans la production du film. Les deux hommes deviennent amis, Coppola poussant Lucas vers l'écriture et la réalisation. À la fin des années 1960, Coppola crée avec d'anciens élèves de l'Université de Californie à Los Angeles et l'Université de Californie du Sud le studio American Zoetrope. Il propose au producteur John Calley de la Warner Bros. de participer au développement d'une dizaine de scénarios de Zoetrope en finançant à hauteur de 300 000 dollars. Le scénario du premier film de George Lucas THX 1138 ou Apocalypse Now (1979) font partie du marché. Coppola assure au studio être responsable de l'argent alloué. Dès le début, Coppola met une barrière entre Lucas et la Warner Bros. en se plaçant comme intermédiaire.

### Scénario
Matthew Robbins et Walter Murch écrivent une première jet de ce qui doit être leur film de fin d'étude, THX 1138: 4EB, à l'université de New York. Trouvant le scénario trop sombre, Robbins et Murch abandonnent le projet, mais George Lucas reprend le script et réalise THX 1138 : 4EB/Electonic Labyrinth. Il obtient un prix pour le court métrage au festival du film de fin d'année. Impressionné par son travail sur le son, sa vision novatrice et sa capacité à raconter en 15 minutes une histoire dépourvue de dialogue, Coppola propose alors à Lucas d'en faire un long métrage. Celui-ci fait appel à Murch pour coécrire le scénario,. Le scénario est achevé en 1970.

### Casting
George Lucas propose à Robert Duvall, qu'il a rencontré sur le tournage du film de Francis Ford Coppola Les Gens de la pluie, de jouer le rôle-titre du film. Celui-ci accepte, flatté d'obtenir le rôle principal.
Dans le film, on voit à plusieurs reprises une foule de prisonniers entièrement rasés. Afin de trouver autant de figurants qui accepteraient de se faire raser le crâne pour un salaire minimal, l'équipe a payé 30 dollars par jour les patients d'un centre de désintoxication.

### Tournage
Au départ, George Lucas envisage de tourner le film au Japon mais cette idée est abandonnée car son budget est insuffisant.
La plupart des scènes du film ne furent pas tournées en studio mais dans des lieux réels arrangés (centre commercial, tunnel, gare…).

### Post-production
En mai 1970, le film est présenté à la Warner Bros., qui n'a vu aucune image du film. Plusieurs représentants du studio ainsi que Coppola sont présents lors de la projection. À la fin de la projection, les représentants font part de leur mécontentement à l'égard du film à Coppola, celui-ci n'ayant vu avant la projection que quelques bobines lors du montage.

## Réception
À sa sortie, le film reçoit un accueil critique mitigé et les retours du box-office sont faibles. Malgré tout, le film impressionne beaucoup de futurs réalisateurs comme Steven Spielberg, Frank Darabont ou Martin Scorsese. Spielberg dira : « C'était l'un des meilleurs films de SF que j'avais jamais vus ». Dans les décennies suivantes, THX 1138 devient un film culte.

## Distinctions
- Le film a été présenté à la Quinzaine des réalisateurs, en sélection parallèle du festival de Cannes 1971[8].
- Nomination au Prix Hugo du meilleur film dramatique pour George Lucas et Walter Murch (1972)[9]